# 20151 Utsunomiya
20151 Utsunomiya (1996 TO6) là một tiểu hành tinh vành đai chính được phát hiện ngày 5 tháng 10 năm 1996 bởi A. Nakamura ở Kuma Kogen.